# Juraj Dobrila
Juraj (Giorgio) Dobrila, né le 16 mars 1812 et mort le 13 janvier 1882 est un évêque originaire d'Istrie.
Né dans le village de Veli Ježenj, Tinjanština, en actuelle Croatie, il effectue ses études à Gorizia et Karlovac ainsi qu'au séminaire.
Consacré prêtre en 1837, il étudie la théologie à Vienne (Autriche-Hongrie) et devient enseignant à Trieste.
Ardent défenseur des cultures croates et slovènes, dont les régions étaient soumises à la domination de l'empire austro-hongrois et de l'Italie, il s'engage en politique et édite des ouvrages liturgiques en langue vernaculaire.  
Participant au concile Vatican I en 1870, il a soutenu les positions de son compatriote Josip Juraj Strossmayer sur l'avenir de l'église. Après son décès, il lègue ses propriétés à des œuvres.

## Anecdote
Son visage figure sur les billets de dix kuna émis par la Croatie en 1993, 1995, 2001 2004, et 2012.